# Discogobio dienbieni
Discogobio dienbieni är en fiskart som beskrevs av Nguyen 2001. Discogobio dienbieni ingår i släktet Discogobio och familjen karpfiskar. Inga underarter finns listade i Catalogue of Life.